# برثتون (كورنوال)
برثتون (بالإنجليزية: Porthtowan)‏ هي قرية تقع في المملكة المتحدة في كورنوال.